# Liste der Starts vom Launch Complex 39
Diese Seite listet Starts vom Kennedy Space Center Launch Complex 39 auf.

## Saturn V
Mit Ausnahme von Apollo 10 fanden alle Starts von LC-39A statt.
| Mission   | Start             | Bemerkung |
| --------- | ----------------- | --- |
| Apollo 4  | 9. November 1967  | Erster Start der Saturn V, Testflug des Apollo-Kommandomoduls unbemannt                                                                   |
| Apollo 6  | 4. April 1968     | Zweiter Start der Saturn V, Testflug unbemannt                                                                                            |
| Apollo 8  | 21. Dezember 1968 | Erster bemannter Start der Saturn V, Mondumrundung Frank Borman, James A. Lovell, William Anders                                          |
| Apollo 9  | 3. März 1969      | Tests des Landemoduls in der Erdumlaufbahn James McDivitt, David R. Scott, Russell L. Schweickart                                         |
| Apollo 10 | 18. Mai 1969      | Test des Landemoduls im Mondorbit, nähert sich der Mondoberfläche bis auf 14 km Tom Stafford, John W. Young, Eugene Cernan                |
| Apollo 11 | 16. Juli 1969     | Erste Mondlandung Neil Armstrong, Edwin Aldrin, Michael Collins Landeplatz: Mare Tranquillitatis                                          |
| Apollo 12 | 14. November 1969 | Landung bei der 1967 gelandeten Sonde Surveyor 3 Charles Conrad, Richard Gordon, Alan L. Bean Landeplatz: Oceanus Procellarum             |
| Apollo 13 | 11. April 1970    | Explosion an Bord, keine Mondlandung James A. Lovell, John L. Swigert, Fred Haise                                                         |
| Apollo 14 | 31. Januar 1971   | Landung an dem für Apollo 13 geplanten Landeplatz Alan Shepard, Stuart Roosa, Edgar D. Mitchell Landeplatz: Fra Mauro                     |
| Apollo 15 | 26. Juli 1971     | Erste Mission mit dem Lunar Roving Vehicle (Mondauto) David R. Scott, James Irwin, Alfred M. Worden Landeplatz: Hadley-Rille              |
| Apollo 16 | 16. April 1972    | Erste Untersuchung einer Hochebene, Einsatz UV-Kamera, Mondauto John W. Young, Thomas K. Mattingly, Charles M. Duke Landeplatz: Descartes |
| Apollo 17 | 7. Dezember 1972  | Letzte Mondlandung, Mondauto, „Orange Soil“ gefunden Eugene Cernan, Ronald E. Evans, Harrison H. Schmitt Landeplatz: Taurus-Littrow       |
| Skylab 1  | 14. Mai 1973      | Start der Skylab-Station, Beschädigung Solarzellenausleger unbemannt                                                                      |

## Saturn IB
Alle Saturn IB Starts vom LC-39 gingen von Anlage B aus. 
| Mission                   | Start             | Bemerkung                                                                                                 |
| ------------------------- | ----------------- | --- |
| Skylab 2                  | 25. Mai 1973      | Erstbesatzung Skylab, Reparatur Solarzellen und Hitzeschild Charles Conrad, Paul Weitz, Joseph Kerwin     |
| Skylab 3                  | 28. Juli 1973     | Zweite Besatzung Skylab, Reparatur Hitzeschild Alan Bean, Owen Garriott, Jack Lousma                      |
| Skylab 4                  | 16. November 1973 | Dritte Besatzung Skylab Gerald Carr, Edward Gibson, William Pogue                                         |
| Apollo-Sojus-Test-Projekt | 15. Juli 1975     | Kopplung mit Sojus 19 (Alexei Leonow, Waleri Kubassow) Besatzung: Tom Stafford, Vance Brand, Deke Slayton |

## Space Shuttle
Bei Space-Shuttle-Starts wurden beide Startanlagen verwendet.
| Nr. | Startdatum (UTC)   | Bezeichnung | Raumfähre  | Start- platz | Landeplatz  | Anmerkung |
| --- | ------------------ | ----------- | ---------- | ------------ | ----------- | --- |
| 01  | 12. April 1981     | STS-1       | Columbia   | LC-39A       | Edwards AFB | Erster Raumflug eines wiederverwendbaren Raumfahrzeugs |
| 02  | 12. November 1981  | STS-2       | Columbia   | LC-39A       | Edwards AFB | Shuttle-Test-Mission, Canadarm erfolgreich getestet |
| 03  | 22. März 1982      | STS-3       | Columbia   | LC-39A       | White Sands | Shuttle-Test-Mission, einzige Landung eines Shuttles in White Sands                                                                                         |
| 04  | 27. Juni 1982      | STS-4       | Columbia   | LC-39A       | Edwards AFB | Shuttle-Test-Mission, geheime Nutzlast des DoD |
| 05  | 11. November 1982  | STS-5       | Columbia   | LC-39A       | Edwards AFB | Mehrere Nachrichtensatelliten ANIK C-3 und SBS-C ausgesetzt                                                                                                 |
| 06  | 4. April 1983      | STS-6       | Challenger | LC-39A       | Edwards AFB | TDRS-1 ausgesetzt, erster Außenbordeinsatz bei einer Shuttle-Mission durch Story Musgrave                                                                   |
| 07  | 18. Juni 1983      | STS-7       | Challenger | LC-39A       | Edwards AFB | Kommunikationssatelliten ANIK C-2 und PALABA B-1 ausgesetzt, Sally Ride ist erste Amerikanerin im All                                                       |
| 08  | 30. August 1983    | STS-8       | Challenger | LC-39A       | Edwards AFB | Kommunikationssatellit INSAT-1B ausgesetzt |
| 09  | 28. November 1983  | STS-9       | Columbia   | LC-39A       | Edwards AFB | erste Spacelab-Mission, erstmals sechs Astronauten im Shuttle, erstmals ein Nichtamerikaner an Bord eines Space Shuttle                                     |
| 10  | 3. Februar 1984    | STS-41-B    | Challenger | LC-39A       | KSC         | Kommunikationssatelliten WESTAR-VI und PALABA-B2 ausgesetzt, erfolgreicher MMU-Test                                                                         |
| 11  | 6. April 1984      | STS-41-C    | Challenger | LC-39A       | Edwards AFB | LDEF ausgesetzt, Bergung von Solar Maximum Mission |
| 12  | 30. August 1984    | STS-41-D    | Discovery  | LC-39A       | Edwards AFB | Kommunikationssatelliten SBS-D, TELSTAR-3C und IVSYNCOM IV-2 ausgesetzt                                                                                     |
| 13  | 5. Oktober 1984    | STS-41-G    | Challenger | LC-39A       | KSC         | Earth Radiation Budget Satellite ausgesetzt |
| 14  | 8. November 1984   | STS-51-A    | Discovery  | LC-39A       | Edwards AFB | Kommunikationssatelliten TELESAT-H und SYNCOM IV-1 ausgesetzt, Rückholung von PALABA-B2 und WESTAR-IV                                                       |
| 15  | 25. Januar 1985    | STS-51-C    | Discovery  | LC-39A       | Edwards AFB | Magnum ausgesetzt |
| 16  | 12. April 1985     | STS-51-D    | Discovery  | LC-39A       | Edwards AFB | Kommunikationssatellit TELESAT-1 ausgesetzt, Start von SYNCOM-IV3 scheitert an fehlerhaftem Zündschalter                                                    |
| 17  | 29. April 1985     | STS-51-B    | Challenger | LC-39A       | Edwards AFB | Spacelab-Mission, GLOMR nicht ausgesetzt |
| 18  | 17. Juni 1985      | STS-51-G    | Discovery  | LC-39A       | Edwards AFB | Kommunikationssatelliten ARABSAT-A, MORELOS-A und TELSTAR-3D ausgesetzt                                                                                     |
| 19  | 29. Juli 1985      | STS-51-F    | Challenger | LC-39A       | Edwards AFB | Spacelab-Mission. Einziger Abort-to-Orbit mit nur zwei Triebwerken und einziger Abbruch nach dem Start. Die Mission konnte trotzdem durchgeführt werden.    |
| 20  | 27. August 1985    | STS-51-I    | Discovery  | LC-39A       | Edwards AFB | Kommunikationssatelliten ASC-1, AUSSAT-1 und SYNCOM-IV4 ausgesetzt                                                                                          |
| 21  | 3. Oktober 1985    | STS-51-J    | Atlantis   | LC-39A       | Edwards AFB | Zwei DSCS-Satelliten ausgesetzt |
| 22  | 30. Oktober 1985   | STS-61-A    | Challenger | LC-39A       | Edwards AFB | D-1-Spacelab-Mission, GLOMR ausgesetzt |
| 23  | 27. November 1985  | STS-61-B    | Atlantis   | LC-39A       | Edwards AFB | Kommunikationssatelliten MORELOS-B, AUSSAT-2 und SATCOM KU-2 ausgesetzt                                                                                     |
| 24  | 12. Januar 1986    | STS-61-C    | Columbia   | LC-39A       | Edwards AFB | Kommunikationssatellit SATCOM KU-1 ausgesetzt |
| 25  | 28. Januar 1986    | STS-51-L    | Challenger | LC-39B       | –           | Start des 2. TDRS geplant, zu niedrige Temperatur zerstört Dichtungsring eines der SRBs, ET explodiert, Besatzung kommt ums Leben und Shuttle geht verloren |
| 26  | 29. September 1988 | STS-26      | Discovery  | LC-39B       | Edwards AFB | TDRS-3 ausgesetzt |
| 27  | 2. Dezember 1988   | STS-27      | Atlantis   | LC-39B       | Edwards AFB | Spionagesatellit Lacrosse 1 ausgesetzt |
| 28  | 13. März 1989      | STS-29      | Discovery  | LC-39B       | Edwards AFB | TDRS-4 ausgesetzt, Versuche mit Hühnerembryos |
| 29  | 4. Mai 1989        | STS-30      | Atlantis   | LC-39B       | Edwards AFB | Venussonde Magellan ausgesetzt |
| 30  | 8. August 1989     | STS-28      | Columbia   | LC-39B       | Edwards AFB | SDS-2 ausgesetzt |
| 31  | 18. Oktober 1989   | STS-34      | Atlantis   | LC-39B       | Edwards AFB | Jupitersonde Galileo ausgesetzt, erste Fotos von Blitzen, die die Gewitterwolken nach oben verlassen                                                        |
| 32  | 23. November 1989  | STS-33      | Discovery  | LC-39B       | Edwards AFB | Magnum-Satellit ausgesetzt |
| 33  | 9. Januar 1990     | STS-32      | Columbia   | LC-39A       | Edwards AFB | SYNCOM IV-5 ausgesetzt, |
| 34  | 28. Februar 1990   | STS-36      | Atlantis   | LC-39A       | Edwards AFB | KH-11 Kennan ausgesetzt |
| 35  | 24. April 1990     | STS-31      | Discovery  | LC-39B       | Edwards AFB | Hubble-Weltraumteleskop ausgesetzt |
| 36  | 6. Oktober 1990    | STS-41      | Discovery  | LC-39B       | Edwards AFB | Sonnensonde Ulysses ausgesetzt |
| 37  | 15. November 1990  | STS-38      | Atlantis   | LC-39A       | KSC         | Magnum-Satellit ausgesetzt |
| 38  | 2. Dezember 1990   | STS-35      | Columbia   | LC-39B       | Edwards AFB | ASTRO-1 Observatorium genutzt |
| 39  | 5. April 1991      | STS-37      | Atlantis   | LC-39B       | Edwards AFB | Compton Gamma Ray Observatory ausgesetzt |
| 40  | 28. April 1991     | STS-39      | Discovery  | LC-39A       | KSC         | Mission für das Department of Defense (DoD) |
| 41  | 5. Juni 1991       | STS-40      | Columbia   | LC-39B       | Edwards AFB | Spacelab-Mission |
| 42  | 2. August 1991     | STS-43      | Atlantis   | LC-39A       | KSC         | TDRS ausgesetzt |
| 43  | 12. September 1991 | STS-48      | Discovery  | LC-39A       | Edwards AFB | Upper Atmosphere Research Satellite ausgesetzt |
| 44  | 24. November 1991  | STS-44      | Atlantis   | LC-39B       | Edwards AFB | Defense Support Program Satellit ausgesetzt |
| 45  | 22. Januar 1992    | STS-42      | Discovery  | LC-39A       | Edwards AFB | International Microgravity Laboratory-1 (IML-1) |
| 46  | 24. März 1992      | STS-45      | Atlantis   | LC-39A       | KSC         | Atmospheric Laboratory for Applications and Science (ATLAS-1)                                                                                               |
| 47  | 7. Mai 1992        | STS-49      | Endeavour  | LC-39B       | Edwards AFB | Reparatur von Intelsat VI |
| 48  | 25. Juni 1992      | STS-50      | Columbia   | LC-39A       | KSC         | United States Microgravity Laboratory-1 (USML-1) |
| 49  | 31. Juli 1992      | STS-46      | Atlantis   | LC-39B       | Edwards AFB | Tethered Satellite System-1 (TSS-1); European Retrievable Carrier (EURECA)                                                                                  |
| 50  | 12. September 1992 | STS-47      | Endeavour  | LC-39B       | Edwards AFB | Spacelab-J |
| 51  | 22. Oktober 1992   | STS-52      | Columbia   | LC-39B       | Edwards AFB | U.S. Microgravity Payload-1 (USMP-1); Laser Geodynamic Satellite-II (LAGEOS-II)                                                                             |
| 52  | 2. Dezember 1992   | STS-53      | Discovery  | LC-39A       | Edwards AFB | Geheime Mission für das Department of Defense (DoD) |
| 53  | 13. Januar 1993    | STS-54      | Endeavour  | LC-39B       | Edwards AFB | TDRS ausgesetzt |
| 54  | 8. April 1993      | STS-56      | Discovery  | LC-39B       | KSC         | Atmospheric Laboratory for Applications and Science-2 (ATLAS-2)                                                                                             |
| 55  | 26. April 1993     | STS-55      | Columbia   | LC-39A       | Edwards AFB | D-2 Spacelab-Mission |
| 56  | 21. Juni 1993      | STS-57      | Endeavour  | LC-39B       | Edwards AFB | Spacehab-1; European Retrievable Carrier (EURECA) geborgen                                                                                                  |
| 57  | 12. September 1993 | STS-51      | Discovery  | LC-39B       | Edwards AFB | Advanced Communications Technology Satellite (ACTS) |
| 58  | 18. Oktober 1993   | STS-58      | Columbia   | LC-39B       | Edwards AFB | Spacelab SLS-2 |
| 59  | 2. Dezember 1993   | STS-61      | Endeavour  | LC-39B       | KSC         | Wartung am Hubble-Weltraumteleskop |
| 60  | 3. Februar 1994    | STS-60      | Discovery  | LC-39A       | KSC         | Wake Shield Facility, Spacehab |
| 61  | 4. März 1994       | STS-62      | Columbia   | LC-39B       | KSC         | United States Microgravity Payload-2 |
| 62  | 9. April 1994      | STS-59      | Endeavour  | LC-39A       | KSC         | Space Radar Laboratory-1 |
| 63  | 8. Juli 1994       | STS-65      | Columbia   | LC-39A       | KSC         | International Microgravity Laboratory-2 (IML-2) |
| 64  | 9. September 1994  | STS-64      | Discovery  | LC-39B       | Edwards AFB | LIDAR In-Space Technology Experiment (LITE) |
| 65  | 30. September 1994 | STS-68      | Endeavour  | LC-39A       | Edwards AFB | Space Radar Laboratory-2 |
| 66  | 3. November 1994   | STS-66      | Atlantis   | LC-39B       | Edwards AFB | Atmospheric Laboratory for Applications and Sciences-3 (ATLAS-03)                                                                                           |
| 67  | 3. Februar 1995    | STS-63      | Discovery  | LC-39B       | KSC         | Mir Rendezvous, Spacehab |
| 68  | 2. März 1995       | STS-67      | Endeavour  | LC-39A       | Edwards AFB | ASTRO-2 |
| 69  | 27. Juni 1995      | STS-71      | Atlantis   | LC-39A       | KSC         | 1. Shuttle-Mir Docking |
| 70  | 13. Juli 1995      | STS-70      | Discovery  | LC-39B       | KSC         | Tracking Data and Relay Satellite-G |
| 71  | 7. September 1995  | STS-69      | Endeavour  | LC-39A       | KSC         | SPARTAN 201-03; Wake Shield Facility-2 |
| 72  | 20. Oktober 1995   | STS-73      | Columbia   | LC-39B       | KSC         | United States Microgravity Laboratory-2 (USML-2) |
| 73  | 12. November 1995  | STS-74      | Atlantis   | LC-39A       | KSC         | 2. Shuttle-Mir Docking |
| 74  | 11. Januar 1996    | STS-72      | Endeavour  | LC-39B       | KSC         | Space Flyer Unit |
| 75  | 22. Februar 1996   | STS-75      | Columbia   | LC-39B       | KSC         | Tethered Satellite System Reflight (TSS-1R) |
| 76  | 22. März 1996      | STS-76      | Atlantis   | LC-39B       | Edwards AFB | 3. Shuttle-Mir Docking, Spacehab |
| 77  | 19. Mai 1996       | STS-77      | Endeavour  | LC-39B       | KSC         | SPARTAN, Spacehab |
| 78  | 20. Juni 1996      | STS-78      | Columbia   | LC-39B       | KSC         | Life and Microgravity Spacelab (LMS) |
| 79  | 16. September 1996 | STS-79      | Atlantis   | LC-39A       | KSC         | 4. Shuttle-Mir Docking, Spacehab |
| 80  | 19. November 1996  | STS-80      | Columbia   | LC-39B       | KSC         | ORFEUS-SPAS II |
| 81  | 12. Januar 1997    | STS-81      | Atlantis   | LC-39B       | KSC         | 5. Shuttle-Mir Docking, Spacehab |
| 82  | 11. Februar 1997   | STS-82      | Discovery  | LC-39A       | KSC         | Wartung am Hubble-Weltraumteleskop |
| 83  | 4. April 1997      | STS-83      | Columbia   | LC-39A       | KSC         | Microgravity Science Laboratory-1 (MSL-1) |
| 84  | 15. Mai 1997       | STS-84      | Atlantis   | LC-39A       | KSC         | 6. Shuttle-Mir Docking, Spacehab |
| 85  | 1. Juli 1997       | STS-94      | Columbia   | LC-39A       | KSC         | Microgravity Science Laboratory-1 |
| 86  | 7. August 1997     | STS-85      | Discovery  | LC-39A       | KSC         | CRISTA-SPAS-2 |
| 87  | 26. September 1997 | STS-86      | Atlantis   | LC-39A       | KSC         | 7. Shuttle-Mir Docking, Spacehab |
| 88  | 19. November 1997  | STS-87      | Columbia   | LC-39B       | KSC         | United States Microgravity Payload-4 |
| 89  | 23. Januar 1998    | STS-89      | Endeavour  | LC-39A       | KSC         | 8. Shuttle-Mir Docking, Spacehab |
| 90  | 17. April 1998     | STS-90      | Columbia   | LC-39B       | KSC         | Spacelab |
| 91  | 2. Juni 1998       | STS-91      | Discovery  | LC-39A       | KSC         | 9. Shuttle-Mir Docking, Spacehab |
| 92  | 29. Oktober 1998   | STS-95      | Discovery  | LC-39B       | KSC         | Spacehab |
| 93  | 4. Dezember 1998   | STS-88      | Endeavour  | LC-39A       | KSC         | 1. ISS-Mission (Knoten Unity) |
| 94  | 27. Mai 1999       | STS-96      | Discovery  | LC-39B       | KSC         | ISS-Mission, Spacehab |
| 95  | 23. Juli 1999      | STS-93      | Columbia   | LC-39B       | KSC         | Chandra-Röntgenteleskop |
| 96  | 20. Dezember 1999  | STS-103     | Discovery  | LC-39B       | KSC         | Wartung am Hubble-Weltraumteleskop |
| 97  | 11. Februar 2000   | STS-99      | Endeavour  | LC-39A       | KSC         | Shuttle Radar Topography Mission (SRTM) |
| 98  | 19. Mai 2000       | STS-101     | Atlantis   | LC-39A       | KSC         | ISS-Mission, Spacehab |
| 99  | 8. September 2000  | STS-106     | Atlantis   | LC-39B       | KSC         | ISS-Mission, Spacehab |
| 100 | 11. Oktober 2000   | STS-92      | Discovery  | LC-39A       | Edwards AFB | ISS-Mission (Z1-Trägerstruktur, Andockstutzen) |
| 101 | 1. Dezember 2000   | STS-97      | Endeavour  | LC-39B       | KSC         | ISS-Mission (P6-Trägerstruktur mit Solarzellenanlage) |
| 102 | 7. Februar 2001    | STS-98      | Atlantis   | LC-39A       | Edwards AFB | ISS-Mission (US-Labor Destiny) |
| 103 | 8. März 2001       | STS-102     | Discovery  | LC-39B       | KSC         | ISS-Mission: Logistik-Modul Leonardo, Spacehab |
| 104 | 19. April 2001     | STS-100     | Endeavour  | LC-39A       | Edwards AFB | ISS-Mission: Logistik-Modul Raffaello, Roboter-Arm |
| 105 | 12. Juli 2001      | STS-104     | Atlantis   | LC-39B       | KSC         | ISS-Mission (Luftschleuse Quest) |
| 106 | 10. August 2001    | STS-105     | Discovery  | LC-39A       | KSC         | ISS-Mission: Logistik-Modul Leonardo, Spacehab |
| 107 | 5. Dezember 2001   | STS-108     | Endeavour  | LC-39B       | KSC         | ISS-Mission: Logistik-Modul Raffaello |
| 108 | 1. März 2002       | STS-109     | Columbia   | LC-39A       | KSC         | Wartung am Hubble-Weltraumteleskop |
| 109 | 8. April 2002      | STS-110     | Atlantis   | LC-39B       | KSC         | ISS-Mission (S0-Trägerstruktur) |
| 110 | 5. Juni 2002       | STS-111     | Endeavour  | LC-39A       | Edwards AFB | ISS-Mission: Logistik-Modul Leonardo |
| 111 | 7. Oktober 2002    | STS-112     | Atlantis   | LC-39B       | KSC         | ISS-Mission (S1-Trägerstruktur) |
| 112 | 24. November 2002  | STS-113     | Endeavour  | LC-39A       | KSC         | ISS-Mission (P1-Trägerstruktur) |
| 113 | 16. Januar 2003    | STS-107     | Columbia   | LC-39A       | –           | FREESTAR, Spacehab, Shuttle beim Wiedereintritt in die Atmosphäre zerstört und teilweise verglüht                                                           |
| 114 | 26. Juli 2005      | STS-114     | Discovery  | LC-39B       | Edwards AFB | ISS-Mission: Logistik-Modul Raffaello, Spacehab |
| 115 | 4. Juli 2006       | STS-121     | Discovery  | LC-39B       | KSC         | ISS-Mission ULF1.1: Logistik-Modul Leonardo, Spacehab |
| 116 | 9. September 2006  | STS-115     | Atlantis   | LC-39B       | KSC         | ISS-Mission 12A: P3/P4-Trägerstruktur mit Solarzellenanlage, Spacehab                                                                                       |
| 117 | 10. Dezember 2006  | STS-116     | Discovery  | LC-39B       | KSC         | ISS-Mission 12A.1: P5-Trägerstruktur und Spacehab-SM |
| 118 | 8. Juni 2007       | STS-117     | Atlantis   | LC-39A       | Edwards AFB | ISS-Mission 13A: S3/S4-Trägerstruktur mit Solarzellenanlage                                                                                                 |
| 119 | 8. August 2007     | STS-118     | Endeavour  | LC-39A       | KSC         | ISS-Mission 13A.1: S5-Trägerstruktur, Spacehab-SM und ESP3                                                                                                  |
| 120 | 23. Oktober 2007   | STS-120     | Discovery  | LC-39A       | KSC         | ISS-Mission 10A: Harmony |
| 121 | 7. Februar 2008    | STS-122     | Atlantis   | LC-39A       | KSC         | ISS-Mission 1E: ESA-Modul Columbus |
| 122 | 11. März 2008      | STS-123     | Endeavour  | LC-39A       | KSC         | ISS-Mission 1J/A: JAXA-Experiment-Logistik-Modul |
| 123 | 31. Mai 2008       | STS-124     | Discovery  | LC-39A       | KSC         | ISS-Mission 1J: JAXA-Modul Kibō und japanischer Roboterarm                                                                                                  |
| 124 | 15. November 2008  | STS-126     | Endeavour  | LC-39A       | Edwards AFB | ISS-Mission ULF2: Logistikmodul Leonardo |
| 125 | 15. März 2009      | STS-119     | Discovery  | LC-39A       | KSC         | ISS-Mission 15A: S6-Trägerstruktur mit der letzten Solarzellenanlage                                                                                        |
| 126 | 11. Mai 2009       | STS-125     | Atlantis   | LC-39A       | Edwards AFB | Letzte Wartung am Hubble-Weltraumteleskop |
| 127 | 15. Juli 2009      | STS-127     | Endeavour  | LC-39A       | KSC         | ISS-Mission 2J/A: Jap. Experiment- und Logistik-Plattform, DRAGONSat, ANDE-2                                                                                |
| 128 | 29. August 2009    | STS-128     | Discovery  | LC-39A       | Edwards AFB | ISS-Mission 17A: Logistikmodul Leonardo |
| 129 | 16. November 2009  | STS-129     | Atlantis   | LC-39A       | KSC         | ISS-Mission ULF3: EXPRESS Logistics Carrier 1 und 2 |
| 130 | 8. Februar 2010    | STS-130     | Endeavour  | LC-39A       | KSC         | ISS-Mission 20A: Tranquility und Cupola (Aussichtskuppel)                                                                                                   |
| 131 | 5. April 2010      | STS-131     | Discovery  | LC-39A       | KSC         | ISS-Mission 19A: Logistikmodul Leonardo |
| 132 | 14. Mai 2010       | STS-132     | Atlantis   | LC-39A       | KSC         | ISS-Mission ULF4: Logistik-Flug, ICC-VLD, Rasswet |
| 133 | 24. Februar 2011   | STS-133     | Discovery  | LC-39A       | KSC         | ISS-Mission ULF5: Permanent Multi-Purpose Module Leonardo, EXPRESS Logistics Carrier 4                                                                      |
| 134 | 16. Mai 2011       | STS-134     | Endeavour  | LC-39A       | KSC         | ISS-Mission ULF6: Alpha-Magnet-Spektrometer, EXPRESS Logistics Carrier 3                                                                                    |
| 135 | 8. Juli 2011       | STS-135     | Atlantis   | LC-39A       | KSC         | ISS-Mission (Nutzlast: MPLM mit LMC) |

## Ares I
Die Ares I sollte nach zwei unbemannten Testflügen regelmäßig bemannt ausschließlich von der Startrampe LC-39 starten. Das Projekt wurde 2010 eingestellt.
| Nummer | Datum            | Mission  | Dauer     | Crew Größe | Bemerkung |
| ------ | ---------------- | -------- | --------- | ---------- | --- |
| 1      | 28. Oktober 2009 | Ares I-X | 6:30 min. | 0          | Test der ersten Stufe der Ares-I-Trägerrakete mit vier aktiven SRM-Segmenten und einem inaktiven fünften Segment sowie einer Attrappe der Oberstufe |

## Ares V
Die Ares V sollte nur von LC-39A aus und nur unbemannt starten. Das Projekt wurde 2010 eingestellt.

## Falcon 9 und Falcon Heavy
Seit 2017 startet von LC-39A aus die Falcon 9 und seit 2018 auch die Falcon Heavy. Der erste bemannte Start erfolgte am 30. Mai 2020 mit SpX-DM2.
Stand der Liste: 31. Dezember 2021
| Nr.    | Zeitpunkt (UTC)          | Rakete       | Version     | Mission | Bemerkung |
| ------ | ------------------------ | ------------ | ----------- | --- | --- |
| F9-30  | 19. Februar 2017 14:38   | Falcon 9     | Block 3     | CRS-10 (Dragon-Raumschiff) | erster Start der Falcon 9 vom LC-39, erster unbemannter Start von dieser Rampe seit Skylab 1973                                      |
| F9-31  | 16. März 2017 06:00      | Falcon 9     | Block 3     | EchoStar 23 (Kommunikationssatellit)                                                                                            | |
| F9-32  | 30. März 2017 22:27      | Falcon 9     |             | SES-10 (Kommunikationssatellit)                                                                                                 | erstmals Wiederverwendung einer Raketenstufe                                                                                         |
| F9-33  | 1. Mai 2017 11:15        | Falcon 9     | Block 3     | NROL-76 (Aufklärungssatellit)                                                                                                   | |
| F9-34  | 15. Mai 2017 23:21       | Falcon 9     | Block 3     | Inmarsat 5-F4 (Kommunikationssatellit)                                                                                          | erste Falcon-9-GTO-Nutzlast über 6 t                                                                                                 |
| F9-35  | 3. Juni 2017 21:07       | Falcon 9     | Block 3     | CRS-11 (Dragon-Raumschiff) | erstmals Wiederverwendung einer Dragon-Kapsel                                                                                        |
| F9-36  | 23. Juni 2017 19:10      | Falcon 9     | Block 3     | BulgariaSat-1 (Kommunikationssatellit)                                                                                          | |
| F9-38  | 5. Juli 2017 23:38       | Falcon 9     | Block 3     | Intelsat 35e (Kommunikationssatellit)                                                                                           | |
| F9-39  | 14. August 2017 16:31    | Falcon 9     | Block 4     | CRS-12 (Dragon-Raumschiff) | Erstflug der Raketenversion Block 4                                                                                                  |
| F9-41  | 7. September 2017 14:00  | Falcon 9     | Block 4     | U.S. Air Force X-37B OTV-5 | |
| F9-43  | 11. Oktober 2017 22:53   | Falcon 9     | Block 3     | SES-11/EchoStar 105 (Kommunikationssatellit)                                                                                    | |
| F9-44  | 30. Oktober 2017 19:34   | Falcon 9     | Block 4     | Koreasat 5A (Kommunikationssatellit)                                                                                            | |
| FH-1   | 6. Februar 2018 20:45    | Falcon Heavy | Block 3–4–3 | Falcon Heavy Demo (Elektroauto)                                                                                                 | Demonstrationsflug; Erstflug der Falcon Heavy und Landung der beiden Booster                                                         |
| F9-54  | 11. Mai 2018 20:14       | Falcon 9     | Block 5     | Bangabandhu 1 (Kommunikationssatellit)                                                                                          | erster Flug der Raketenversion Block 5                                                                                               |
| F9-63  | 15. November 2018 20:46  | Falcon 9     | Block 5     | Es’hail-2 (Kommunikationssatellit)                                                                                              | |
| F9-69  | 2. März 2019 07:49       | Falcon 9     | Block 5     | SpX-DM1 (unbemannte Crew Dragon)                                                                                                | |
| FH-2   | 11. April 2019 22:35     | Falcon Heavy | Block 5–5–5 | Arabsat-6A (Kommunikationssatellit)                                                                                             | Erstflug der Falcon-Heavy-Version Block 5                                                                                            |
| FH-3   | 25. Juni 2019 06:30      | Falcon Heavy | Block 5–5–5 | STP-2 (24 Test- und Forschungssatelliten)                                                                                       | |
| F9-79  | 19. Januar 2019 16:30    | Falcon 9     | Block 5     | In-flight abort test (unbemannte Crew Dragon)                                                                                   | Test des Rettungssystems der Dragon im Flug                                                                                          |
| F9-83  | 18. März 2020 12:16      | Falcon 9     | Block 5     | Starlink 5 (v1.0) (60 Kommunikationssatelliten)                                                                                 | |
| F9-84  | 22. April 2020 19:30     | Falcon 9     | Block 5     | Starlink 6 (v1.0) (60 Kommunikationssatelliten)                                                                                 | |
| F9-85  | 30. Mai 2020 19:22       | Falcon 9     | Block 5     | SpX-DM2 (bemannte Crew Dragon)                                                                                                  | erster bemannter NASA-Raumflug seit STS-135 Besatzung: Robert Behnken und Douglas Hurley                                             |
| F9-90  | 7. August 2020 05:12     | Falcon 9     | Block 5     | Starlink 9 (v1.0) (57 Kommunikationssatelliten) BlackSky Global 5 und 6 (Erdbeobachtungssatelliten)                             | |
| F9-93  | 3. September 2020 12:46  | Falcon 9     | Block 5     | Starlink 11 (v1.0) (60 Kommunikationssatelliten)                                                                                | |
| F9-94  | 6. Oktober 2020 11:29    | Falcon 9     | Block 5     | Starlink 12 (v1.0) (60 Kommunikationssatelliten)                                                                                | |
| F9-95  | 18. Oktober 2020 12:25   | Falcon 9     | Block 5     | Starlink 13 (v1.0) (60 Kommunikationssatelliten)                                                                                | |
| F9-98  | 16. November 2020 00:27  | Falcon 9     | Block 5     | SpX-Crew-1 (bemannte Crew Dragon)                                                                                               | erste reguläre Langzeitmission des Commercial Crew Program Besatzung: Mike Hopkins, Victor Glover, Shannon Walker und Sōichi Noguchi |
| F9-101 | 6. Dezember 2020 16:17   | Falcon 9     | Block 5     | CRS-21 (Dragon-2-Raumfrachter)                                                                                                  | |
| F9-103 | 19. Dezember 2020 14:00  | Falcon 9     | Block 5     | NROL-108 (Militärsatelliten) | |
| F9-105 | 20. Januar 2021 13:02    | Falcon 9     | Block 5     | Starlink 16 (v1.0) (60 Kommunikationssatelliten)                                                                                | |
| F9-109 | 4. März 2021 08:24       | Falcon 9     | Block 5     | Starlink 17 (v1.0) (60 Kommunikationssatelliten)                                                                                | |
| F9-111 | 14. März 2021 10:01      | Falcon 9     | Block 5     | Starlink 21 (v1.0) (60 Kommunikationssatelliten)                                                                                | |
| F9-114 | 23. April 2021 09:49     | Falcon 9     | Block 5     | SpX-Crew-2 (bemannte Crew Dragon)                                                                                               | Besatzung: Robert S. Kimbrough, Megan McArthur, Akihiko Hoshide und Thomas Pesquet                                                   |
| F9-116 | 4. Mai 2021 19:01        | Falcon 9     | Block 5     | Starlink 25 (v1.0) (60 Kommunikationssatelliten)                                                                                | |
| F9-118 | 15. Mai 2021 22:56       | Falcon 9     | Block 5     | Starlink 26 (v1.0) (52 Kommunikationssatelliten) Capella 6 (Erdbeobachtungssatellit) Tyvak-0130 (Technologieerprobungssatellit) | |
| F9-120 | 3. Juni 2021 17:29       | Falcon 9     | Block 5     | CRS-22 (Dragon-2-Raumfrachter)                                                                                                  | |
| F9-124 | 29. August 2021 07:14    | Falcon 9     | Block 5     | CRS-23 (Dragon-2-Raumfrachter)                                                                                                  | |
| F9-126 | 16. September 2021 00:02 | Falcon 9     | Block 5     | Inspiration4 (bemannte Crew Dragon)                                                                                             | Besatzung: Jared Isaacman, Hayley Arceneaux, Chris Sembroski und Sian Proctor                                                        |
| F9-127 | 11. November 2021 02:03  | Falcon 9     | Block 5     | SpX-Crew-3 (bemannte Crew Dragon)                                                                                               | Besatzung: Raja Chari, Tom Marshburn, Matthias Maurer und Kayla Barron                                                               |
| F9-131 | 9. Dezember 2021 06:00   | Falcon 9     | Block 5     | IXPE | |
| F9-134 | 31. Dezember 2021 10:06  | Falcon 9     | Block 5     | CRS-24 (Dragon-2-Raumfrachter)                                                                                                  | |

Alle weiterer Falcon-Starts vom Launch Complex 39A können der Liste der Falcon-9- und Falcon-Heavy-Raketenstarts entnommen werden.

## Space Launch System
Alle SLS-Starts vom Lauch Complex 39 finden von der Startrampe 39B statt.
Stand der Liste: 31. Dezember 2024
| Zeitpunkt (UTC)         | Rakete      | Mission   | Anmerkungen                                               |
| ----------------------- | ----------- | --------- | --------------------------------------------------------- |
| 16. November 2022 06:47 | SLS Block 1 | Artemis 1 | Testflug mit einem unbemannten Orion-Raumschiff zum Mond. |

## Weitere Raketen
Die Rakete Starship der Firma SpaceX soll künftig von LC-39A aus starten.